# Hybanthus austrocaledonicus
Hybanthus austrocaledonicus är en violväxtart som först beskrevs av Eugène Vieillard, och fick sitt nu gällande namn av Melchior. Hybanthus austrocaledonicus ingår i släktet Hybanthus och familjen violväxter. Inga underarter finns listade i Catalogue of Life.